# Giulio Giunta
Giulio Giunta (Pesaro, 8 gennaio 1935 – Pesaro, 9 luglio 2010) è stato un pentatleta italiano.

## Biografia
Nato nel 1935 a Pesaro, a 25 anni ha partecipato ai Giochi olimpici di Roma 1960, terminando 41º nell'individuale con 3883 punti (662 nell'equitazione, 632 nella scherma, 540 nel tiro a segno, 965 nel nuoto e 1084 nella corsa) e 9º nella gara a squadre insieme ad Adriano Facchini e Gaetano Scala, con 12401 punti (2698 nell'equitazione, 1948 nella scherma, 2120 nel tiro a segno, 2785 nel nuoto e 2850 nella corsa). 
Dopo il ritiro, nel 1962 ha fondato la "Pentathlon Pesaro", società poi intitolata al concittadino Adriano Facchini, scomparso nel 1969.